# Rudolec (Nedrahovice)
Rudolec (německy Rudoletz) je malá vesnice, část obce Nedrahovice v okrese Příbram ve Středočeském kraji. Nachází se asi 3,5 kilometru severně od Nedrahovic. Severovýchodně od vsi se vlévá Libíňský potok do Sedleckého potoka. Západním okrajem vesnice prochází silnice II/120, z níž odbočuje k východu místní komunikace, kolem níž se ves rozkládá. Je zde evidováno 10 adres. V roce 2011 zde trvale žilo devatenáct obyvatel.
Rudolec leží v katastrálním území Bor u Sedlčan o výměře 3,24 km².

## Historie
První písemná zmínka o vesnici pochází z roku 1381.

## Obyvatelstvo
| Rok            | 1869 | 1880 | 1890 | 1900 | 1910 | 1921 | 1930 | 1950 | 1961 | 1970 | 1980 | 1991 | 2001 | 2011 | 2021 |
| -------------- | ---- | ---- | ---- | ---- | ---- | ---- | ---- | ---- | ---- | ---- | ---- | ---- | ---- | ---- | ---- |
| Počet obyvatel | 39   | 41   | 53   | 59   | 48   | 41   | 37   | 32   | 30   | 31   | 42   | 28   | 26   | 19   | 16   |
| Počet domů     | 5    | 5    | 6    | 6    | 6    | 6    | 7    | 9    | 9    | 8    | 9    | 10   | 10   | 10   | 9    |

## Galerie

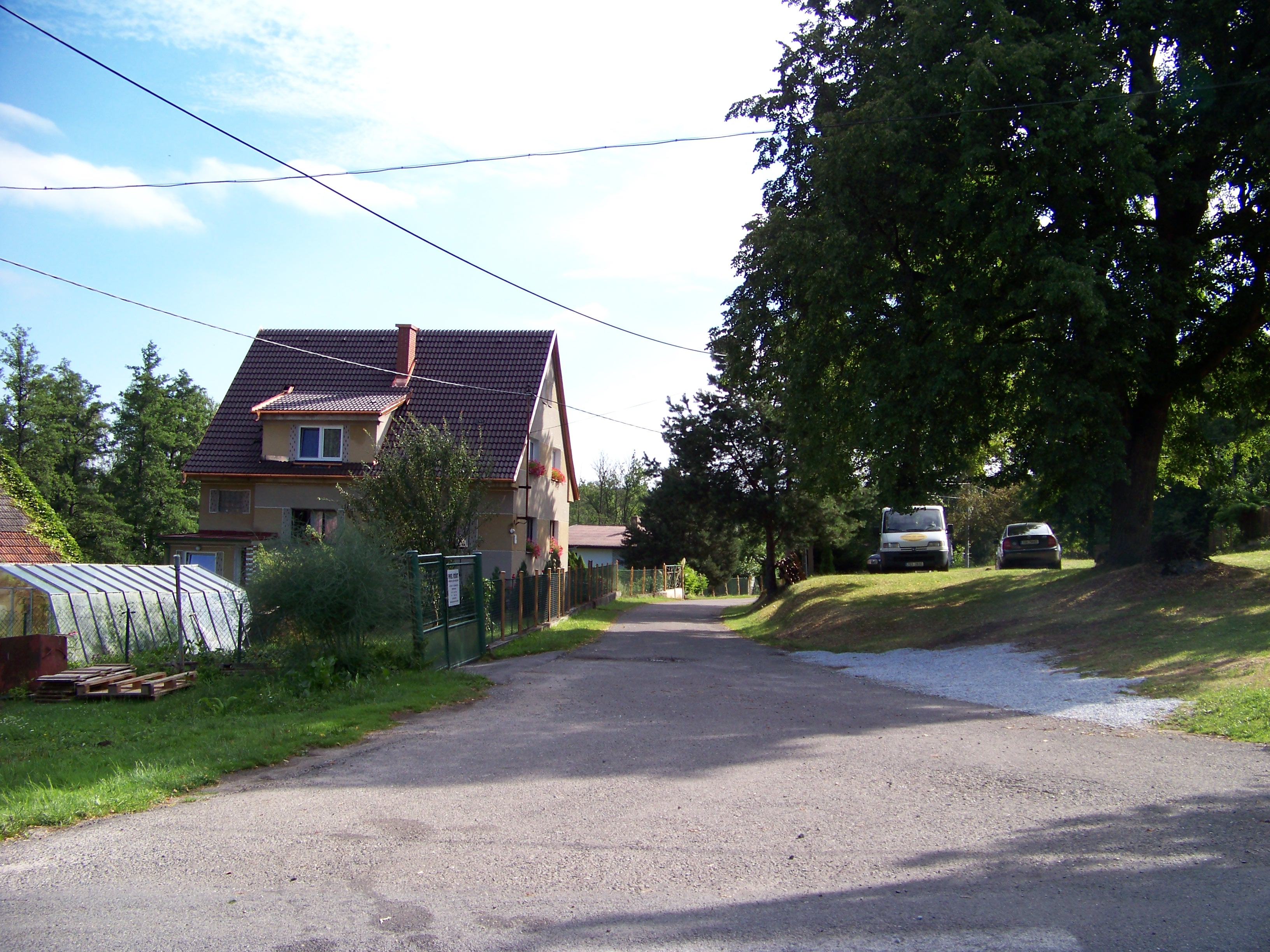
Rodinný dům
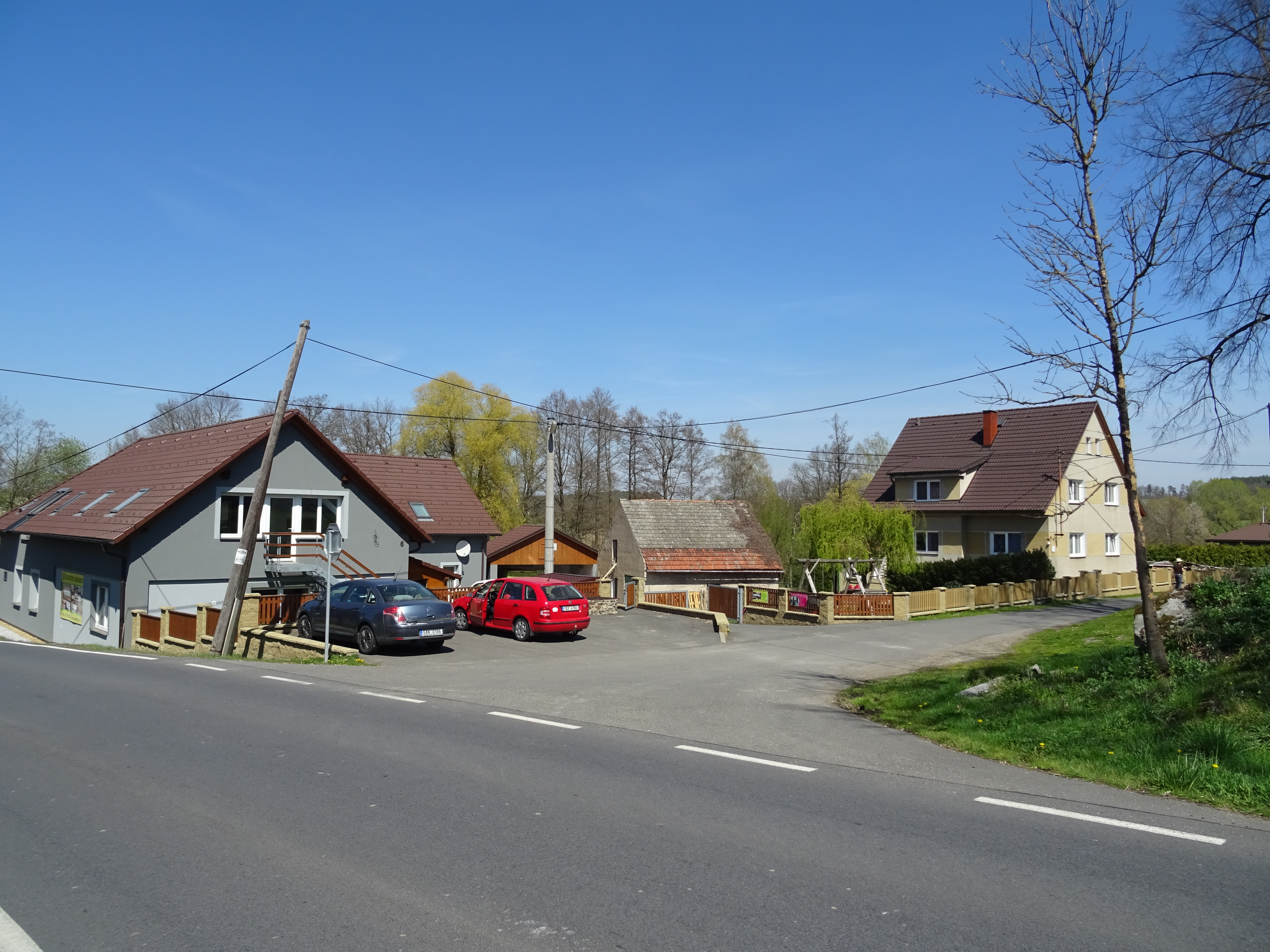
Náves
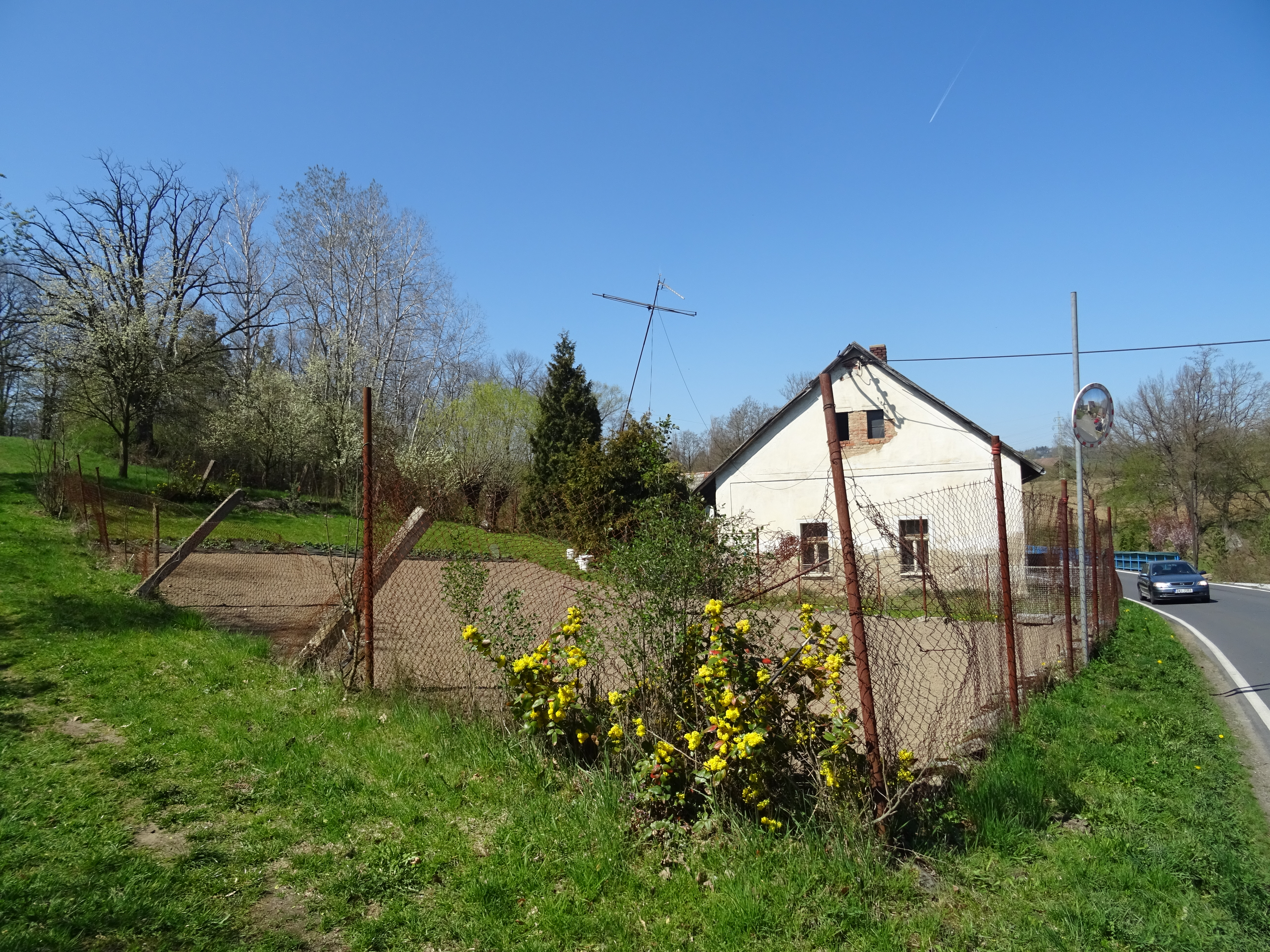
Dům se zahrádkou